# Alben W. Barkley
Alben W. Barkley (Lowes, 1877. november 24. – Lexington, 1956. április 30.) az Amerikai Egyesült Államok szenátora (Kentucky, 1927–1949 és 1955–1956) és 35. alelnöke (1949-1953). A Demokrata Párt tagja. Kentucky államból 1913-tól 1927-ig az Egyesült Államok képviselőházába, majd 1927-től 1949-ig az Egyesült Államok szenátusába, 1955-től pedig haláláig ismét a szenátusába választották.
Franklin D. Roosevelt elnök halála után megüresedett alelnöki székre jelölték, amikor Harry S. Truman (Roosevelt alelnöke) lett az elnök. Az 1948-as elnökválasztáson Truman mellé választották meg egy ciklusra. Az 1952-es elnökválasztást megelőző demokrata előválasztásán Adlai Stevenson illinois-i kormányzóval szemben alulmaradt, így nem lett a párt elnökjelöltje.